# Anna Benicewicz-Miazga
Anna Benicewicz-Miazga (ur. w Warszawie) – polska artystka fotograf, uhonorowana tytułem Artiste FIAP (AFIAP). Członkini założycielka Stowarzyszenia Fotograficznego CKfoto. Członkini International Association of Panoramic Photographers.

## Życiorys
Anna Benicewicz-Miazga jest absolwentką XXXIX Liceum Ogólnokształcącego w Warszawie. Studiowała na Uniwersytecie Warszawskim, Politechnice Świętokrzyskiej oraz w Wyższej Szkole Handlowej im. Bolesława Markowskiego w Kielcach. Związana ze świętokrzyskim środowiskiem fotograficznym, mieszka i pracuje w Kielcach – od 2000 roku jest właścicielką firmy ABMprojekt. W kręgu zainteresowań twórczych Anny Benicewicz-Miazgi znajduje się fotografia abstrakcyjna, fotografia architektury, fotografia detaliczna, fotografia pejzażowa, fotografia portretowa, fotografia sportowa. Miejsce szczególne w jej twórczości zajmuje fotografia panoramiczna. W 2009 roku była współzałożycielką Stowarzyszenia Fotograficznego CKfoto, które w 2011 roku zostało członkiem zbiorowym Fotoklubu Rzeczypospolitej Polskiej, w 2014 roku przekształcone w Delegaturę Fotoklubu RP. Pod koniec 2014 roku współtworzyła Region Świętokrzyski Fotoklubu RP, w którym pełniła funkcję prezesa Zarządu. 
Anna Benicewicz-Miazga jest autorką i współautorką wielu wystaw fotograficznych; indywidualnych i zbiorowych; poplenerowych, pokonkursowych; krajowych i międzynarodowych, w Polsce i za granicą. Brała aktywny udział w Międzynarodowych Salonach Fotograficznych, organizowanych (m.in.) pod patronatem FIAP, zdobywając wiele akceptacji, medali, nagród, wyróżnień, dyplomów oraz listów gratulacyjnych. Jest autorką spotkań, pokazów multimedialnych, warsztatów fotograficznych.  
W 2010 roku Anna Benicewicz-Miazga została przyjęta w poczet członków rzeczywistych Fotoklubu Rzeczypospolitej Polskiej Stowarzyszenia Twórców. Decyzją Komisji Kwalifikacji Zawodowych Fotoklubu RP, otrzymała dyplom potwierdzający kwalifikacje do wykonywania zawodu artysty fotografa, fotografika (legitymacja nr 276). W działalności Fotoklubu RP uczestniczyła do 2021. W 2013 roku została uhonorowana tytułem Artiste FIAP (AFIAP), nadanym przez Międzynarodową Federację Sztuki Fotograficznej FIAP, z siedzibą w Luksemburgu. 
W 2016 roku została laureatką Nagrody Kultury – w uznaniu dokonań wzbogacających dorobek kulturalny województwa świętokrzyskiego, przyznaną przez Marszałka Województwa Świętokrzyskiego. Prace Anna Benicewicz-Miazgi zaprezentowano w Almanachu (1995–2017), wydanym przez Fotoklub Rzeczypospolitej Polskiej Stowarzyszenie Twórców, w 2017 roku.

## Odznaczenia
- Srebrny Medal „Za Fotograficzną Twórczość” (2013)[13][23][1]

## Publikacje
- Cyfrowa fotografia panoramiczna (współautorka)[24]
- Grafika w biznesie. Projektowanie elementów tożsamości wizualnej – logotypy, wizytówki oraz papier firmowy (autorka)[25][26]